# Sváfa
Sváfa, également connue sous le nom de Sváva, est une valkyrie dans la mythologie nordique.
Elle est la fille du roi Eylimi et par conséquent probablement la tante du côté maternel de Sigurd, le tueur de dragon, même si cela n’est pas mentionné explicitement dans le poème Helgakviða Hjörvarðssonar où son histoire apparaît.

## Biographie
Le nom Sváfa signifie peut-être « faiseuse de sommeil » ou « suève ». Bien qu'ils ne lui soient pas directement liés, le poème mentionne également un roi Sváfnir et un royaume Sváfaland.

### Helgakviða Hjörvarðssonar
Dans la saga de Helgakviða Hjörvarðssonar, il est dit que le roi de Norvège Hjörvarðr Heremodsson et sa femme Sigrlinn Svåvnesdatter de Sváfaland avaient un fils silencieux et auquel aucun nom ne pouvait être donné. Quand cet homme silencieux eut grandi, il était un jour assis sur une colline, et vit neuf valkyries chevauchant dont Sváfa, la plus belle d'entre elles.

Sváfa lui donne alors le nom de Helgi et lui demande s'il veut un cadeau avec son nouveau nom (ce qui est alors une coutume). Helgi repond qu'il ne veut rien s'il ne peut pas avoir Sváfa elle-même. Elle l'informe alors de l'emplacement d'une grande épée gravée de serpents et de runes magiques.
Après s'être fait une renommée au combat, Helgi se rend alors chez le roi Eylimi pour demander au roi la main de sa fille, que ce dernier accepte. Bien qu'ils soient mariés, Sváfa reste avec son père chaque fois qu'Helgi part au combat.
Le fils du roi Hróðmar, Álfr, voulant venger son père, défie Helgi dans un holmgang à Sigarsvoll. Durant le duel avec Álfr, Helgi reçoit une blessure mortelle due à la malédiction d'une femme troll et Álfr remporte le combat. Helgi envoie son compagnon Sigarr au roi Eylimi afin d'aller chercher Sváfa pour qu'ils puissent se réunir une dernière fois avant sa mort.
Avant de mourir, Helgi demandé à Sváfa d'épouser son frère Heðinn. Le frère demande alors à Sváfa de l'embrasser, car elle ne le reverrait pas avant qu'Helgi ne soit vengé.

## Famille

### Mariage et enfants
De son mariage avec Helgi Hjörvarðsson, elle aurait selon certaines sources eu :
- Helvor.

### Source
- (en) Cet article est partiellement ou en totalité issu de l’article de Wikipédia en anglais intitulé « Sváfa » (voir la liste des auteurs).